# Сахалін (футбольний клуб)

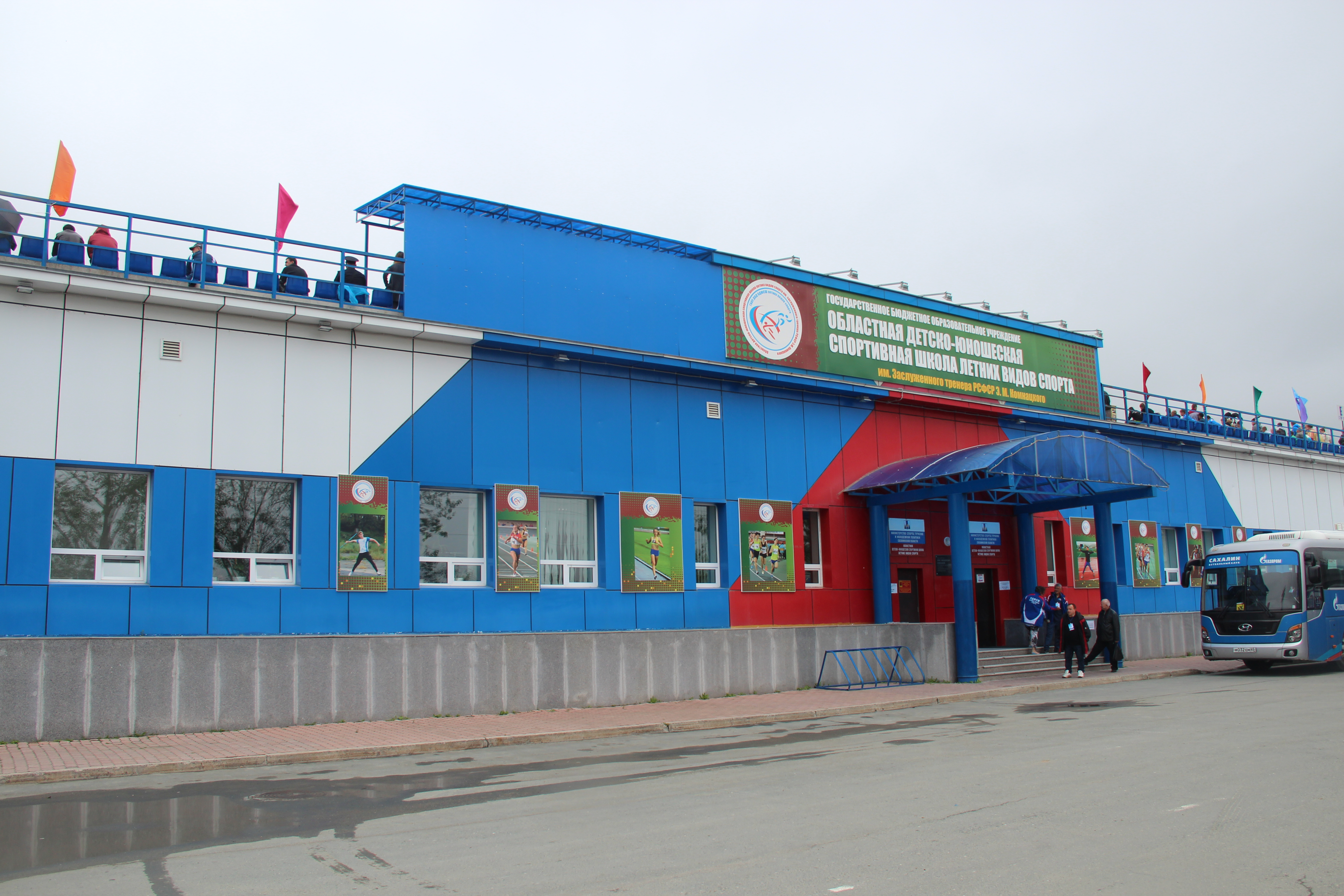
Стадіон «Спартак», Южно-Сахалінськ

Старий логотип клубу

ОДАУ «Футбольний клуб "Сахалін" (Южно-Сахалінськ)» або просто «Сахалін» (рос. Общество с ограниченной ответственностью «„Нефтехимик“» Нижнекамск») — професіональний російський футбольний клуб з міста Южно-Сахалінськ. Створений у 2004 році. Найкращий результат в історії футбольного клубу на сьогоднішній день — 16-те місце в першості ФНЛ, у сезоні 2014/15 років.

## Хронологія назв
- 2004 — «Сахалін-Турист»
- 2005—2016 — «Сахалін»
- 2016 — н.я. — ПСК «Сахалін»

## Історія
Футбольний клуб «Сахалін» був створений в травні 2004 року для активізації і підвищення майстерності футболістів-спортсменів, розвитку дитячого та юнацького футболу на Сахаліні.
З початку свого створення ФК «Сахалін» виступав у першості Сахалінської області і III лізі Далекого Сходу серед аматорських команд. У 2007 році ФК «Сахалін» був прийнятий в Асоціацію «Професійна футбольна Ліга» і починає виступати як нелюбительский футбольний клуб.
У квітні 2007 року Футбольний клуб «Сахалін» брав участь в Міжнародному турнірі з футболу на «Кубок Іртиша» в Омську, де зайняв III призове місце.
З моменту створення й аж до 2009 року командою керував Андрій Пархоменко. На зміну йому наприкінці грудня 2008 року був призначений Сергій Володимирович Осипов, який протримався на своїй посаді через непереконливу гри команди порівняно недовго.
4 серпня 2009 року в ФК «Сахалін» був призначений новий головний тренер — Віктор Ноздрін. 13 вересня 2009 року «Сахалін» вперше в своїй історії здобув перемогу з великим рахунком, обігравши «Океан» на своєму полі 3:0.
10 січня 2010 року головним тренером ФК «Сахалін» був призначений Сергій Тимофєєв. 1 липня 2010 року, здолавши в серії пенальті хабаровську «СКА-Енергію», «Сахалін» вперше в своїй історії вийшов у 1/16 кубка Росії, де в серії пенальті програв «Сатурну» з Раменського.
2 травня 2014 року новим головним тренером був призначений Андрій Афанасьєв. 25 травня в матчі 28 туру проти ФК «Сибіряк» «Сахалін» здобув перемогу з рахунком 3:0 і гарантував собі вихід у ФНЛ.
Наприкінці 2015 року, через проблеми з фінансуванням, клуб був увійшов до складу «ПСК Сахалін». Таким чином, у Сахалінській області під одним брендом були об'єднані відразу чотири види спорту: баскетбол, хокей, волейбол та футбол.
Сезон у ФНЛ виявився невдалим, команда зайняла 16-т місце й знову повинна була проводити сезон у другій лізі. Від участі в сезоні 2016/17 років команда збиралася відмовлятися через проблеми з фінансуванням, але на даний час продовжує в ньому свої виступи.

## Досягнення
- Другий дивізіон, зона «Схід»
  -  Чемпіон (1): 2013/14
  -  Срібний призер (1): 2015/16
  -  Бронзовий призер (2): 2012/13, 2016/17

- Третій дивізіон чемпіонату Росії, зона «Далекий Схід»
  -  Чемпіон (1): 2006

- Чемпіонат Сахалінської області
  -  Чемпіон (2): 2005, 2006

- Кубок Сахалінської області
  -  Володар (2): 2004, 2006

- Кубок імені Беркова
  -  Володар (1): 2006

- Кубок «Перемоги» (Южно-Сахалінськ)
  -  Володар (1): 2005

- Кубок Іртиша (Омськ)
  -  Бронзовий призер (1): 2007

## Статистика

### Статистика виступів з 2007 року
| Сезон   | Ранг | Турнір                  | Місце | І  | В  | Н  | П  | ЗМ | ПМ | О  |
| ------- | ---- | ----------------------- | ----- | -- | -- | -- | -- | -- | -- | -- |
| 2007    | 3    | Другий дивізіон, «Схід» | 9     | 30 | 6  | 7  | 17 | 21 | 49 | 25 |
| 2008    | 3    | Другий дивізіон, «Схід» | 10    | 27 | 3  | 6  | 18 | 18 | 48 | 15 |
| 2009    | 3    | Другий дивізіон, «Схід» | 7     | 27 | 8  | 8  | 11 | 29 | 28 | 32 |
| 2010    | 3    | Другий дивізіон, «Схід» | 5     | 30 | 12 | 11 | 7  | 38 | 29 | 47 |
| 2011/12 | 3    | Другий дивізіон, «Схід» | 6     | 36 | 15 | 8  | 13 | 40 | 41 | 53 |
| 2012/13 | 3    | Другий дивізіон, «Схід» | 3     | 30 | 15 | 10 | 5  | 42 | 23 | 55 |
| 2013/14 | 3    | Другий дивізіон, «Схід» | 1     | 24 | 15 | 6  | 3  | 44 | 16 | 51 |
| 2014/15 | 2    | ФНЛ                     | 16    | 34 | 9  | 8  | 17 | 28 | 50 | 35 |
| 2015/16 | 3    | Другий дивізіон, «Схід» | 2     | 24 | 14 | 6  | 4  | 40 | 17 | 48 |
| 2016/17 | 3    | Другий дивізіон, «Схід» | 3     | 20 | 8  | 6  | 6  | 30 | 21 | 30 |

### Найбільші перемоги
- Першість Росії (2 дивізіон) — 5:0 («Сибір-2» Новосибірськ, 2013/14)
- Кубок Росії — 2:0 («Зміна» Комсомольськ-на-Амурі, 2010 року; «Океан» Находка, 2010)
- Першість Росії (3 дивізіон, зона «Далекий Схід») — 7:0 («Амур-2» Благовєщенськ, 2006)
- Кубок Росії серед аматорських команд - 3:0 («Океан-Сучан» Партизанськ, 2005)
- Чемпіонат області — 19:1 («Океан» Невельськ, 2005)
- Кубок області — 9:0 («Водник» Корсаков, 2005)

### Найбільші поразки
- Першість Росії (2 дивізіон, зона «Схід») — 1:6 («Зміна» Комсомольськ-на-Амурі, 2008)
- Кубок Росії — 1:4 («Зміна» Комсомольськ-на-Амурі, 2008), 0:4 («Уфа» Уфа, 2015)
- Першість Росії (3 дивізіон, зона «Далекий Схід») — 0:2 («Портовик» Холмськ, 2006)
- Кубок Росії серед аматорських команд — 0:5 («Портовик» Холмськ, 2005)
- Чемпіонат області — 1:3 («Портовик» Холмськ, 2006)
- Кубок області — 0:3 («Портовик» Холмськ, 2005)

## Склад команди
Станом на 25 серпня 2017, відповідно до офіційного сайту ПФЛ.
| № | Поз. | Нац.  | Гравець             |
| - | ---- | ----- | ------------------- |
|   | ВР   | Росія | Олександр Хорошилов |
|   | ВР   | Росія | Максим Щастливцев   |
|   | ЗХ   | Росія | Муртазі Алахвердов  |
|   | ЗХ   | Росія | Олексій Бондар      |
|   | ЗХ   | Росія | Сергій Черномазов   |
|   | ЗХ   | Росія | Ілля Ізотов         |
|   | ЗХ   | Росія | Юрій Коломиць       |
|   | ЗХ   | Росія | Антон Лазарєв       |
|   | ЗХ   | Росія | Микита Сурков       |
|   | ПЗ   | Росія | Євген Духнов        |
|   | ПЗ   | Росія | Олександр Гаглоєв   |

| № | Поз. | Нац.  | Гравець               |
| - | ---- | ----- | --------------------- |
|   | ПЗ   | Росія | Максим Крупельницький |
|   | ПЗ   | Росія | Євген Матрахов        |
|   | ПЗ   | Росія | Едуард Мелконян       |
|   | ПЗ   | Росія | Володимир Михайлов    |
|   | ПЗ   | Росія | Федір Первушин        |
|   | ПЗ   | Росія | Олександр Саркісов    |
|   | ПЗ   | Росія | Андрій Сорокін        |
|   | ПЗ   | Росія | Вадим Тригубов        |
|   | ПЗ   | Росія | Євген Євстигнеєв      |
|   | НП   | Росія | Олександр Антіпенко   |
|   | НП   | Росія | Вадим Масляк          |

## Керівництво клубу
- Генеральний директор — Крючков Євген Васильович
- Спортивний директор — Камелін Сергій Валерійович
- Начальник команди — Беляй Ігор Вікторович
- Прес-аташе — Дончак Микола Сергійович
- Адміністратор — Черніков Євген Віталійович

## Тренерський штаб
- Головний тренер — вакантне
- Старший тренер - Ємельянов Дмитро Володимирович
- Тренер — Герасимов Володимир Володимирович
- Тренер воротарів — Скрипник Андрій Валерійович
- Лікар — Маштаков Олександр Володимирович
- Масажист — Ішмурзін Марат Ульфатович